# Кривогледство
Кривогледство (страбизъм) е дефект на зрението, при което очите не са симетрично разположени. Кривогледството може да бъде налице постоянно или временно. Ако по време на голяма част от детството на едно дете, присъства отклонение на едната очна ябълка, то това може да доведе до амблиопия (мързеливо око).

## Причини
Причините за кривогледство могат да бъдат много, но най-честите са много голям или различен диоптър на очите и нарушен баланс между действието на външните очни мускули (шест за всяко око). При почти половината от случаите кривогледството е вродено състояние. Има и наследствен елемент. Появява се при раждане или в по-късна детска възраст. Среща се и при възрастни хора като проява на друго заболяване или травма. При бебетата до 3 – 4 месечна възраст съществуват некоординирани очни движения (физиологично кривене). След тази възраст започват да фокусират малки предмети и очите се „изправят“. След 6-ия месец не съществува физиологично кривогледство.
Отклонението на очите може да бъде постоянно или периодично. При малки деца кривенето може да е различно в няколко последователни дни или дори в различните часове на деня. Понякога зад едно кривогледство в ранна детска възраст може да се крие друго сериозно очно заболяване (например очен тумор). Окото, което се изкривява може да остане „мързеливо“ т.е. да не фокусира добре предметите и детето впоследствие да не може да чете с него.

## Видове
Има два вида кривогледство – съдружно и паралитично.

### Паралитично кривогледство
Паралитичното кривогледство се характеризира със следните признаци: подвижността на очната ябълка на кривогледото око е ограничена в зоната на действие на засегнатия мускул. Ъгълът на кривенето се увеличава по посока на парализирания мускул. При опит да се фиксира предмет със засегнатото око болният отклонява здравото си око много повече, отколкото е било отклонено кривогледото око. Когато гледат само със засегнатото око, болните се оплакват от раздвояване на образите (диплопия), световъртеж и неправилно локализиране на предметите в пространството. При паралитично кривогледство главата е в компенсаторно положение, за да може да се избегне двойното виждане.

### Съдружно кривогледство
Съдружното кривогледство се отличава от паралитичното по някои особености. При него двете очи, изследвани поотделно, имат напълно запазена подвижност. Ъгълът на кривене е еднакъв за двете очи независимо от посоката на погледа. Няма удвояване на образите, световъртеж, лъжлива локализация на предметите в пространството, няма и компенсаторно наклоняване на главата за избягване на двойни образи.
Причините за появата на съдружно кривогледство са различни. На първо място са нарушенията в пречупвателната способност на очите (далекогледство и късогледство), които променят относителното съответствие между акомодацията и физиологичната конвергенция (събирането на зрителните оси).
При наличие на кривогледство се нарушава развитието на пространственото зрение, което е много важно за определени професии. При всеки индивидуален случай трябва консултация със специалист по кривогледство, който въз основа на редица правила и собствен опит решава конкретно кога е по-добре да се оперира и кога да се лекува с очила. В редица случаи едното не изключва другото.